# Вормс
Вормс (лат. Civitas Vangionum) град је на југоистоку немачке савезне државе Рајна-Палатинат на западној обали Рајне. У њему данас живи око 82.000 становника.

## Историја
Град су основали Келти и један је од најстаријих градова у Немачкој. Они су га звали Borbetomagus, што је значило насеље у мочварном подручју. У доба Римљана град се називао Аугуста Вангионум. Западноримски узурпатор Јовин прогласио се 411. за цара уз подршку Бургунда и Алана, па је онда у својству римскога цара Бургундима дозволио да се населе око Вормса. Вормс је постао главни град Бургундијске краљевине почетком 5. века. Римски војсковођа Флавије Аеције позвао је Хуне да помогну у рату са Бургундима. Хуни су 437. успели да победе Бургунде. Освојили су Вормс и масакрирали 20.000 становника и краљевску породицу. Ти догађаји послужили су као главна подлога Песме о Нибелунзима.
Вормс је чувен по томе што се често помиње у Песми о Нибелунзима и по својој катедрали. Познат је по потписивању Конкордата из Вормса, којим је 1122. окончана прва фаза борби за власт између папа и царева. Договорено је да се укине инвеститура, тј. да краљеви не постављају бискупе, али секуларни владари су ипак задржали неслужбени битан утицај на процес постављања. Током 1521. одржан је сабор у Вормсу, на који је Карло V, цар Светог римског царства позвао Мартина Лутера. На том сабору Карло V је издао Едикт из Вормса, којим је званично осудио Лутера, његово учење прогласио јеретичким и наредио спаљивање његових списа. Племство је углавном било на Лутеровој страни, тако да се та одлука само мањим делом спровела. Град је жестоко бомбардован 21. 2. 1945, када је на њега бачено 1.100 тона бомби. 

## Остало
Катедрала је од 1981. на УНЕСКО листи Светске баштине. 